# Tien evangelische deugden van Maria
De Tien evangelische deugden van Maria is de reeks evangelische deugden, die in de persoon van Maria op de meest perfecte wijze worden nageleefd. Het tot leidraad nemen van de Tien evangelische deugden van Maria voor het dagelijkse leven is een mariale spiritualiteit, die van belang is voor aspecten uit de volksdevotie en een aantal religieuze congregaties en kloosterorden. Deze deugden spelen met name een centrale rol in de spiritualiteit van de Annunciaten en de Marianen.

## Devotie
Als Tien Deugden van Maria worden de volgende aan het Nieuwe Testament ontnomen deugden geciteerd: zuiverheid, wijsheid, deemoed, geloof, toewijding, gehoorzaamheid, armoede, geduld, barmhartigheid en compassie. In de loop der tijden ontwikkelde zich een devotie, waaruit een aan de rozenkrans verwant gebedssnoer ontsproot. Deze krans van de Tien Deugden van Maria maakt het beoefenen en overwegen van de deugden van Maria, zoals beschreven in de Schrift, eenvoudiger.

## De Katholieke Kerk
De mariadevotie maakt deel uit van de christelijke traditie sinds de eerste eeuwen. Recentere 
De apostolische Exhortatie van paus Paulus VI Signum Magnum (1967) wijdt het tweede deel geheel aan de deugden van Maria. De encycliek Marialis Cultis (1974) benadrukt het voorbeeldkarakter van de deugden van Maria. Paus Paulus VI schreef in 1974 dat de heiligheid van Maria de gelovigen "noodzaakt om hun ogen op Maria te richten, die de gehele gemeenschap van uitverkorenen als het oerbeeld van de deugden verlicht." In het document worden de Tien Deugden van Maria opgesomd als "echte, evangelische deugden".

## Overwegingen volgens de traditie

### zuiverheid
Overweging van het evangelie naar Lucas, Lc 1,34-38: 'Maar hoe moet dat dan?' zei Maria tegen de engel. 'Ik heb geen omgang met een man.' De engel antwoordde haar: 'Heilige Geest zal op u komen en kracht van de Allerhoogste zal u overdekken. Daarom zal het kind heilig genoemd worden, Zoon van God. Bovendien, ook Elisabet, uw verwante, is op haar oude dag zwanger van een zoon; zij werd onvruchtbaar genoemd, maar zij is al in haar zesde maand. Want voor God is niets onmogelijk.' Toen zei Maria: 'Ik ben de dienares van de Heer; laat met mij gebeuren wat u gezegd hebt.' Toen ging de engel van haar weg.

### wijsheid
Overweging van het evangelie volgens Lucas, Lc 2,19-20: 'Maria bewaarde dit alles in haar hart en dacht erover na. De herders keerden terug. Zij verheerlijkten en loofden God om alles wat zij hadden gehoord en gezien; het kwam overeen met wat hun was gezegd.'

### deemoed
Overweging uit het evangelie volgens Lucas, Lc 1,38: Toen zei Maria: 'Ik ben de dienares van de Heer; laat met mij gebeuren wat u gezegd hebt.'

### geloof
Overweging uit het evangelie volgens Lucas, Lc 1,45: 'Gelukkige vrouw, zij die gelooft! Wat haar namens de Heer is gezegd, zal in vervulling gaan.'

### toewijding
Overweging uit het evangelie volgens Lucas, Lc 1,46-47: 'Met heel mijn hart roem ik de Heer, met al mijn adem juich ik om God, mijn redder.' 

### gehoorzaamheid
Overweging uit het evangelie volgens Lucas, Lc 2,22-23: 'Toen de tijd gekomen was dat zij zich volgens de wet van Mozes moesten reinigen, brachten ze Hem naar Jeruzalem om Hem aan te bieden aan de Heer, zoals in de wet van de Heer geschreven staat: Al het mannelijke dat de moederschoot opent, zal de Heer worden toegewijd'

### armoede
Overweging uit het evangelie volgens Lucas, Lc 2,6-7: 'Terwijl ze daar waren kwam voor haar de tijd dat ze moest bevallen, en ze baarde een zoon, haar eerstgeborene; ze wikkelde Hem in doeken en legde Hem in een voerbak, omdat er geen plaats voor hen was in het gastenverblijf.' en Lc 2,12: 'Dit is het teken voor u: u zult een kind vinden dat in doeken is gewikkeld en in een voerbak ligt.'

### geduld
Overweging uit het evangelie volgens Lucas, Lc 2,48: 'Toen ze Hem daar zagen, waren ze zeer ontdaan. Zijn moeder zei: ‘Kind, hoe kon je ons dit aandoen? Wat waren je vader en ik ongerust toen we je kwijt waren.'
Overweging uit het evangelie volgens Matteüs, Mt 2,13-15: 'Toen ze de wijk genomen hadden, verscheen aan Jozef in een droom een engel van de Heer, die zei: ‘Sta op, neem het kind en zijn moeder mee en vlucht naar Egypte, en blijf daar tot ik u waarschuw. Want Herodes staat het kind naar het leven.’ Hij stond op en nam nog die nacht met het kind en zijn moeder de wijk naar Egypte, en bleef daar tot de dood van Herodes (...)'

### barmhartigheid
Overweging uit het evangelie volgens Johannes, Jo 2,4-5: 'Jezus antwoordde: ‘Wat hebben ik en u daarmee van doen, Vrouwe? Mijn uur is nog niet gekomen.’ Zijn moeder zei tegen de dienaren: 'Wat Hij u ook beveelt, doe het maar'.'

### compassie
Overweging uit het evangelie volgens Lucas, Lc 2,34-35: ' (...) Hij zal een omstreden teken zijn – ook door uw ziel zal een zwaard gaan – en zo zal onthuld worden wat er in veler harten omgaat.'
Overweging uit het evangelie volgens Johannes, Jo 19,26-27: 'Jezus zag zijn moeder, en bij haar de leerling van wie Hij hield. Toen zei Hij tegen zijn moeder: ‘Vrouw, daar is nu je zoon.’ Vervolgens zei Hij tegen de leerling: ‘Daar is je moeder.’ Toen, van dat uur af, nam de leerling haar bij zich in huis op.'